# Маліпо
23°07′38″ пн. ш. 104°42′05″ сх. д. / 23.12729° пн. ш. 104.70139° сх. д.
Маліпо (кит. 麻栗坡县, пін. Málìpō Xiàn) — один із повітів КНР у складі Веньшань-Мяо-Чжуанської автономної префектури, провінція Юньнань. Адміністративний центр — містечко Малі.

## Географія
Маліпо у середньому лежить на висоті близько 1060 метрів над рівнем моря на південь від Юньнань-Гуйчжоуського плато. Лежить на річці Паньлун, лівій притоці Хонгха

### Клімат
Повіт знаходиться у зоні, котра характеризується вологим субтропічним кліматом. Найтепліший місяць — липень із середньою температурою 23,2 °C. Найхолодніший місяць — січень, із середньою температурою 10,9 °С.
| Клімат повіту Маліпо                               | Клімат повіту Маліпо | Клімат повіту Маліпо | Клімат повіту Маліпо | Клімат повіту Маліпо | Клімат повіту Маліпо | Клімат повіту Маліпо | Клімат повіту Маліпо | Клімат повіту Маліпо | Клімат повіту Маліпо | Клімат повіту Маліпо | Клімат повіту Маліпо | Клімат повіту Маліпо | Клімат повіту Маліпо |
| Показник                                           | Січ.                 | Лют.                 | Бер.                 | Квіт.                | Трав.                | Черв.                | Лип.                 | Серп.                | Вер.                 | Жовт.                | Лист.                | Груд.                | Рік                  |
| Середній максимум, °C                              | 15                   | 17,1                 | 20,5                 | 24,5                 | 26,7                 | 27,6                 | 27,7                 | 28                   | 26,8                 | 23,7                 | 20,6                 | 16,6                 | 22,9                 |
| Середня температура, °C                            | 10,9                 | 12,6                 | 15,7                 | 19,4                 | 21,9                 | 23,2                 | 23,2                 | 22,9                 | 21,6                 | 18,9                 | 15,3                 | 11,7                 | 18,1                 |
| Середній мінімум, °C                               | 8,3                  | 9,8                  | 12,9                 | 16,3                 | 18,7                 | 20,5                 | 20,7                 | 20,1                 | 18,6                 | 16,2                 | 12,2                 | 8,8                  | 15,3                 |
| Норма опадів, мм                                   | 21.6                 | 15.6                 | 39.7                 | 60.4                 | 104.4                | 154.8                | 217                  | 201.3                | 103.9                | 55.7                 | 28.6                 | 19.7                 | 1022.7               |
| Вологість повітря, %                               | 88                   | 86                   | 86                   | 83                   | 82                   | 85                   | 86                   | 86                   | 84                   | 85                   | 85                   | 85                   | 85                   |
| -------------------------------------------------- | -------------------- | -------------------- | -------------------- | -------------------- | -------------------- | -------------------- | -------------------- | -------------------- | -------------------- | -------------------- | -------------------- | -------------------- | -------------------- |
| Джерело: Дані метеостанції №56996 (КНР, 1991-2020) |                      |                      |                      |                      |                      |                      |                      |                      |                      |                      |                      |                      |                      |